# Sünne
Sünne ist ein weiblicher Vorname.

## Herkunft und Bedeutung
- Germanisch Sünne → Kämpferin für das Licht (wie auch Sunhild, Sunna, Sunje, Sunja)
- Niederdeutsch de Sünne → die Sonne

## Namensträgerinnen
- Sünne Andresen (* 1958), deutsche Soziologin
- Sünne Juterczenka (* 1974), deutsche Historikerin